# Sostegno
Sostegno est une commune italienne de la province de Biella, dans la région du Piémont.
Sostegno (Sostegn en piémontais, Sustäjgn en dialecte local) est un village italien de 754 habitants. Il fait partie de la communauté de montagne Comunità montana Val Sessera, Valle di Mosso e Prealpi Biellesi.
Le village est renommé pour la production agricole, constituée surtout d'arboriculture fruitière : petites pommes et viticulture (la dénomination d'origine contrôlée Bramaterra (DOC), produite dans les communes limitrophes tire précisément son nom d'un hameau de Sostegno).

## Géographie
Le Riale Ravasanella, un des affluents de montagne du torrente Rovasenda, marque sur plusieurs kilomètres la frontière avec le village de Curino. Ce petit cours d'eau sur le territoire de la commune de Roasio dans la province de Verceil est barré par une digue et forme le lac Rovasanella, lequel bassin empiète en amont sur le territoire de Sostegno.
Le territoire communal s'étend à cheval sur le bassin versant qui sépare les bassins du Sessera (au nord) et du Rovasenda (au sud). Vers le premier s'écoule le torrent Strona, vers le second les torrents Valvana et Cognatto. Aussi bien la commune que les fractions Asei et de Casa Del Bosco se trouvent au sud du bassin versant ; l'extension communale, toutefois, rend possible l'appartenance du village à la communauté de montagne valsesserina.
Le territoire est discontinu : la fraction Casa del Bosco est entièrement entourée par les territoires d'autres communes (Villa del Bosco, Roasio, Lozzolo). Pour la rejoindre depuis Sostegno ou Asei, il est nécessaire de sortir non seulement du territoire communal, mais aussi de la province de Biella en entrant dans celle de Verceil ; elle ne constitue toutefois pas une enclave départementale grâce à la contiguïté avec le territoire de Villa del Bosco.

## Administration
Ci-dessous est présentée un tableau relatif aux administrations qui se sont succédé dans cette mairie.
| Période                                  | Période      | Identité            | Étiquette     | Qualité |
| ---------------------------------------- | ------------ | ------------------- | ------------- | ------- |
| 24 avril 1995                            | 14 juin 1999 | Antonio Delponte    | centre        | maire   |
| 22 juin 1999                             | 14 juin 2004 | Antonio Delponte    | liste civique | maire   |
| 14 juin 2004                             | 8 juin 2009  | Giovanni Rabozzi    | liste civique | maire   |
| 8 juin 2009                              | 25 mai 2014  | Danila Vigna        | liste civique | maire   |
| 25 mai 2014                              | en poste     | Giuseppe Framorando | liste civique | maire   |
| Les données manquantes sont à compléter. |              |                     |               |         |

## Infrastructures et transports
Entre 1908 et 1935, la zone fut desservie par la gare ferroviaire Crevacuore-Sostegno de la Ferrovia Grignasco-Coggiola (it).

### Hameaux
Casa del Bosco, Asei.

### Communes limitrophes
Crevacuore, Curino, Lozzolo, Roasio, Serravalle Sesia, Villa del Bosco.